# Luật phá thai
| Hợp pháp theo nhu cầu:                                                       | |
|                                                                              | Không có giới hạn tuổi thai                                                                                                |
|                                                                              | Giới hạn tuổi thai sau 17 tuần đầu                                                                                         |
|                                                                              | Giới hạn tuổi thai trong 17 tuần đầu                                                                                       |
|                                                                              | Giới hạn tuổi thai không rõ ràng                                                                                           |
| Hợp pháp trong và chỉ trong các trường hợp:                                  | |
|                                                                              | Nguy hiểm đến tính mạng của người phụ nữ, đến sức khỏe của cô*, hiếp dâm*, dị tật thai nhi*, hay các yếu tố kinh tế–xã hội |
|                                                                              | Nguy hiểm đến tính mạng của người phụ nữ, đến sức khỏe của cô*, hiếp dâm, hoặc dị tật thai nhi                             |
|                                                                              | Nguy hiểm đến tính mạng của người phụ nữ, đến sức khỏe của cô*, hoặc dị tật thai nhi                                       |
|                                                                              | Nguy hiểm đến tính mạng của người phụ nữ, đến sức khỏe của cô*, hoặc hiếp dâm                                              |
|                                                                              | Nguy hiểm đến tính mạng của người phụ nữ hoặc đến sức khỏe của cô                                                          |
|                                                                              | Nguy hiểm đến tính mạng của người phụ nữ                                                                                   |
|                                                                              | Bất hợp pháp, không có ngoại lệ                                                                                            |
|                                                                              | Không có thông tin |
| * Không áp dụng đối với một số quốc gia hoặc vùng lãnh thổ trong hạng mục đó | |

Tính hợp pháp của phá thai theo quốc gia hoặc vùng lãnh thổ
Ghi chú: Trong một số quốc gia hoặc vùng lãnh thổ, các luật phá thai chịu ảnh hưởng của một số luật, quy định, pháp lý hoặc quyết định tư pháp khác. Bản đồ này cho thấy hệ quả tổng hợp của chúng khi được các nhà chức trách thi hành.

Luật phá thai cho phép, ngăn cấm, hạn chế, hoặc về phương diện khác là đều chỉnh tính khả dụng của phá thai. Phá thai là một chủ đề gây tranh cãi trong suốt lịch sử xã hội loài người về các cơ sở tôn giáo, đạo đức, luân lý, thực tiễn và chính trị. Phá thai thường xuyên bị cấm và nói cách khác phá thai bị luật pháp giới hạn. Tuy nhiên, phá thai vẫn tiếp tục phổ biến ở nhiều khu vực trên thế giới, ngay cả nó bất hợp pháp. Theo Tổ chức Y tế Thế giới (WHO), tỷ lệ phá thai tương tự nhau ở quốc gia nơi các thủ tục là hợp pháp và ở quốc gia khác là không, do không có biện pháp tránh thai hiện đại ở những nơi phá thai là bất hợp pháp.
Cũng theo WHO, số lượng phá thai trên toàn thế giới
đang giảm do sự tăng tiếp cận với các biện pháp tránh thai. Gần hai phần ba phụ nữ trên thế giới hiện đang sống ở những nước mà phá thai tiến hành được vì những lý do về xã hội, kinh tế, hay cá nhân. Luật phá thai rất khác nhau tùy theo quốc gia. Ba quốc gia ở Mỹ Latinh (Cộng hòa Dominica, El Salvador và Nicaragua) và hai nước ở châu Âu (Malta và Vatican) cấm hoàn toàn thủ tục phá thai.

## Luật quốc tế
Không có hiệp ước quốc tế hoặc đa quốc gia nào thỏa thuận trực tiếp về vấn đề phá thai, nhưng luật nhân quyền thì có đề cập đến. 
Công ước châu Mỹ về Nhân quyền, năm 2013 có 23 đảng Mỹ Latinh, tuyên bố cuộc sống con người được bắt đầu từ khi thụ thai. Ở châu Mỹ Latinh, phá thai chỉ hợp pháp ở Cuba (1965) và Uruguay (2012)  và cũng hợp pháp ở Thành phố México (luật phá thai ở Mexico thay đổi theo từng tiểu bang ).
Trong trường hợp năm 2010 của
A, B và C v Ireland, Tòa án Nhân quyền châu Âu nhận thấy rằng trong công ước châu Âu về Nhân quyền không bao gồm quyền phá thai.
Năm 2005, Ủy ban Nhân quyền Liên Hợp Quốc ra lệnh cho Peru bồi thường cho một người phụ nữ (tên là K. L.) vì đã từ chối phá thai, đó là một chỉ định y khoa, đây là lần đầu tiên Ủy ban Liên Hợp Quốc
đã tổ chức bất kỳ quốc gia nào có trách nhiệm tiếp cận vào an toàn, đây là lần đầu tiên Ủy ban Liên hợp quốc đã xác định quốc gia nào chịu trách nhiệm về việc không đảm bảo quyền tiếp cận an toàn, và lần đầu tiên ủy ban khẳng định phá thai là quyền con người. K.L. nhận khoản bồi thường trong năm 2016. Trong trường hợp 2016 của Mellet v Ireland, HRC LHQ xác định luật phá thai của Ireland đã vi phạm Công ước Quốc tế về các Quyền Dân sự và Chính trị vì luật Ailen cấm phá thai kể cả trong trường hợp bất thường thai nhi có khả năng gây tử vong.